# Султанзаде Мехмед-паша
Султанзаде Мехмед-паша (? — липень 1646) — великий турецький державний і військовий діяч, губернатор Єгипту (1637—1640), 86-й великий візир Османської імперії (31 січня 1644 — 17 грудня 1645). Його прабабцею була Роксолана.

## Біографія
Батьком Мехмеда був Абдуррахман-бей, син Айше Хюмашах-султан, доньки Міхрімах-султан і Рустема-паші, великого візира Семіз Ахмеда-паші; матір'ю — дочка Юсуфа Синана-паші і невідомою по імені дочки Айше Хюмашах-султан. Оскільки і по батькові, по матері він був нащадком улюбленої внучки Сулеймана I, він отримав прізвисько «Султанзаде»— однойменним титулом користувалися онуки султанів по жіночій лінії. Хаммер вказує інший варіант походження Мехмеда. Він пише: «Мехмед-паша, званий Султанзаде, тому що він походив від двох султанш, дружин Рустема-паші (від Сулеймана) і Пияле-паші (від Селіма II)». Ніяких інших подробиць походження Мехмеда-паші Хаммер не призводить, джерел теж. Більше ніхто не вказує Пияле серед предків Мехмеда.
Рік народження Алдерсон вказує 1602, при цьому вказавши дату смерті батька 1597. Не ясно, в який з двох дат він помиляється. Сюрейя рік народження не вказує, зате пише: що помер він у 1646 році, будучи «п'ятдесяти років».
У 1638 році Мехмед-паша був призначений бейлербеем Єгипту. У травні 1638 року за наказом султана Мехмед-паша відправив у турецьку армію 1500 солдатів для участі в поході на Багдад, які повернулися в червні 1639 року.
В 1640 році він повернувся в Стамбул і став візиром османського дивана. У 1641 році він був призначений губернатором Ачі-кале (сучасний Очаків), йому було доручено відбити у козаків фортецю Азов. Мехмед-паша на чолі турецьких військ блокував Азов.
В 1643 році Мехмед-паша був призначений губернатором Дамаска. Це призначення було, ймовірно, пов'язано з таємною боротьбою за владу між ними і великим візиром Кеманкешем Кара-Мустафою.
У січні 1644 року Султанзаде Мехмед-паша при підтримці валіде-султан і Джинджи Ходжі зміг переконати султана Ібрагіма відсторонити від посади і покарати великого візира Кеманкеша Мустафу-пашу. Наступним великим візиром був призначений сам Султанзаде Мехмед-паша.
У 1645 році він виступав проти початку війни з Венеціанською республікою за острів Крит. Незважаючи на це, султан Ібрагім наказав почати військові дії на Криті. У грудні того ж року Султанзаде Мехмед-паша був відсторонений від посади великого візира і незабаром призначений командувачем (сердаром) турецької армії у військовій кампанії на Криті.

У липні 1646 року Султанзаде Мехмед-паша помер на Криті.